# Sẻn
Để biết thêm thông tin về loài khác cũng có tên gọi Sẻn xin đọc bài Xuyên tiêu.
Sẻn (danh pháp khoa học: Zanthoxylum acanthopodium) là một loài thực vật có hoa trong họ Cửu lý hương. Loài này được DC. miêu tả khoa học đầu tiên năm 1824.

## Hình ảnh

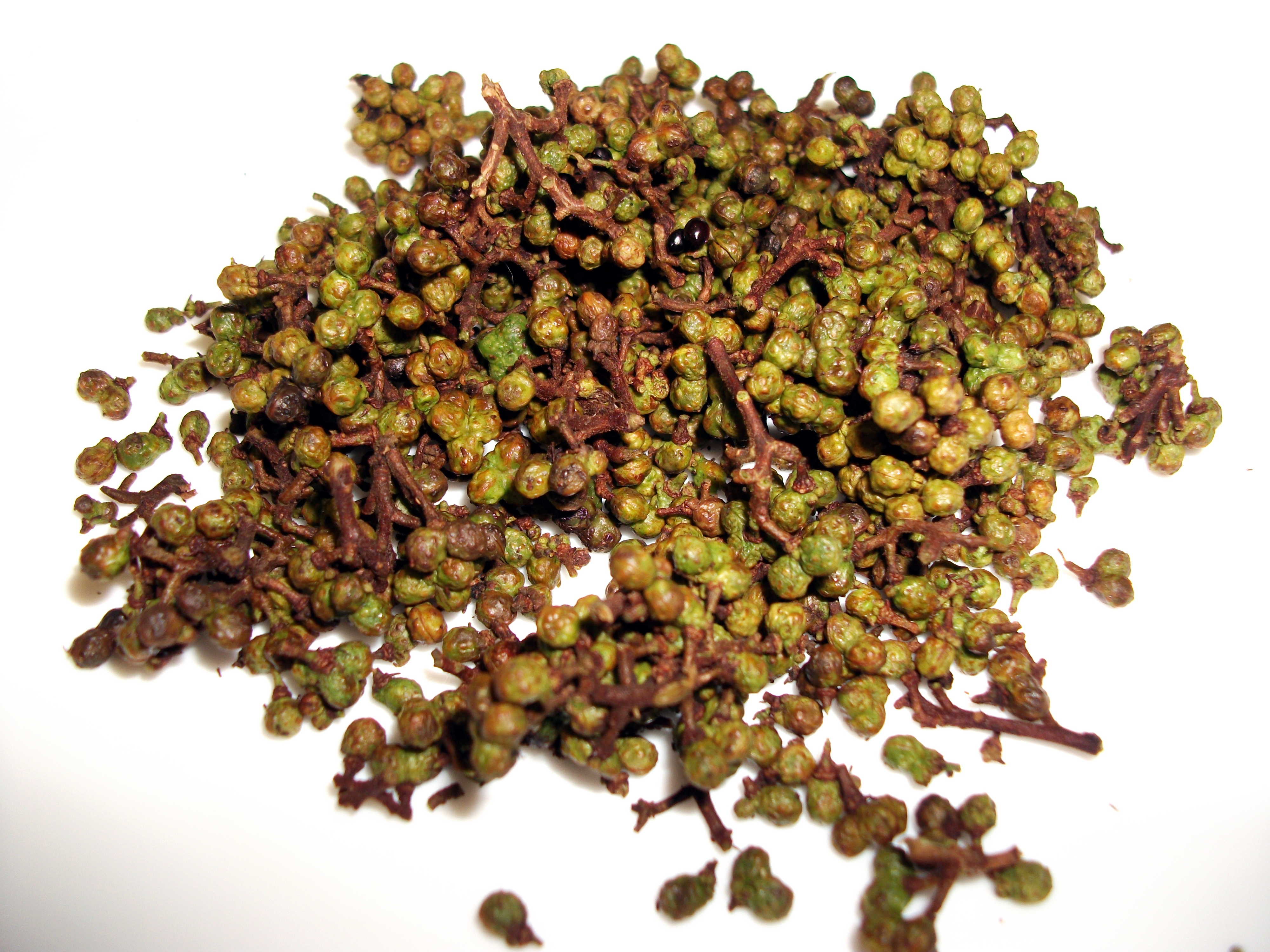